# Elisabethenflut 1404
Am 19. November 1404 traf die Erste Elisabethenflut die Küste der Niederlande in den Provinzen Flandern und Zeeland, aber auch die  Provinz Holland war betroffen. In Flandern wurden ca. 3000 Hektar Land weggespült. Viele Poldergebiete südlich der Westerschelde, die nach 1374 eingedeicht wurden, gingen wieder an die See verloren.
Die Städte IJzendijke und Hugevliet wurden von den Fluten verschlungen, schon eine Sturmflut von 1374 hatte beträchtlichen Schaden hinterlassen. IJzendijke wurde später an anderer Stelle neu gegründet. 